# Voetbalkampioenschap van Sal
Het voetbalkampioenschap van Sal is de regionale voetbalcompetitie van Sal dat tot Kaapverdië behoort De winnaar speelt in de Kaapverdisch voetbalkampioenschap. Académica Operária heeft (anno 2015) de meeste titels, namelijk acht.

## Clubs in het seizoen 2014/15
- Académico
- Associação Académica do Sal
- Juventude
- Palmeira
- Santa Maria
- Verdun

## Winnaars
- 1979/80: Sport Clube Verdun
- 1983/84: Associação Académica do Sal
- 1984/85: Palmeira
- 1985/86: Académico do Aeroporto
- 1986/87: Sport Club Santa Maria
- 1987/88: Académico do Aeroporto
- 1989/90: Juventude
- 1990/91: Juventude
- 1988-92: Sport Club Santa Maria
- 1992/93: Associação Académica do Sal
- 1993/94: Associação Académica do Sal
- 1994/95: Académico do Aeroporto
- 1995/96: Associação Académica do Sal
- 1996/97: Sport Club Santa Maria
- 1997/98: Sport Club Santa Maria
- 1998/99: Juventude (Sal)
- 1999/00: Palmeira
- 2000/01: Associação Académica do Sal
- 2001/02: Académico do Aeroporto
- 2002/03: Académico do Aeroporto
- 2003/04: Académico do Aeroporto
- 2004/05: Associação Académica do Sal
- 2005/06: Académico do Aeroporto
- 2006/07: Académico do Aeroporto
- 2007/08: Académico do Aeroporto
- 2008/09: Sport Club Santa Maria
- 2009/10: Académico do Aeroporto
- 2010/11: Académico do Aeroporto
- 2011/12: Juventude
- 2012/13: Académico do Aeroporto
- 2013/14: Sport Clube Verdun
- 2014/15: Académico do Aeroporto

Académica · Académico do Aeroporto · Juventude · Palmeira · SC Santa Maria · SC Verdun